# Andreas Mylius (Politiker)
Andreas Mylius, auch Müller, Möller, von Milis (* 30. November 1527 in Meißen; † 30. April 1594 in Gädebehn) war ein mecklenburgischer Politiker, Diplomat, Historiker und Chronist.

## Leben
Der Sohn des Baumeisters Peter Müller und dessen Frau Gertrud, geb. Spengler, hat anfänglich die Ratsschule seiner Heimatstadt besucht und ist unter Matthias Marcus Dabercusius (1508–1572) einer der ersten Schüler an der kurfürstlichen Landesschule. 1545 nahm er ein Studium an der Universität Leipzig auf. Hier erwarb er sich 1546 das Baccalaurat an der philosophischen Fakultät. 1547 soll er an die Universität Wittenberg gewechselt sein und im gleichen Jahr Magister geworden sein, was jedoch als unwahrscheinlich gilt.
Nachdem er 1548 auf dem Reichstag in Augsburg gewesen war, trat er als Gesellschafter in den Dienst des Herzogs Johann Albrecht von Mecklenburg. Am Mecklenburgischen Hof entwickelte er sich zum einflussreichen politischen Berater und wurde mit diplomatischen Missionen betraut. 1570 hat ihn der Kaiser Maximilian II. in den Adelstand erhoben, doch nannte er sich weiter Mylius. Johann Albrecht hat ihm 1572 das kleine Lehngut Gädebehn verliehen, wo er in seinen letzten Lebensjahren lebte und verstarb. Er wurde am 3. Mai 1594 neben seiner Frau im Schweriner Dom begraben.

## Wirken
Zunächst lenkte er des Herzogs lateinische, später auch griechische und biblische Studien und wechselte mit ihm eine zahlreiche, stets lateinische Korrespondenz, dann übernahm er als Präzeptor 1550–51 die Leitung der Erziehung des jungen fürstlichen Bruders Christoph, begleitete 1552 den Herzog beim Fürstenaufstand gegen den Kaiser Karl V. und scheint dann die herzogliche Bibliothek verwaltet zu haben, deren Grundstock Johann Albrecht in Mainz in seinem Quartier erbeutet hatte. Am 10. August 1553 wurde eine Fürstenschule in Schwerin nach dem Modell von Meißen gegründet, auf die das heutige Gymnasium Fridericianum Schwerin zurückgeht. Als Studienrat des Herzogs, über alle Angelegenheiten mitredend, doch ohne Stellung, wurde er am Hofe stark angefeindet und geriet bei dessen ständigem Geldmangel auch oft in große Bedrängnis.
Er übersetzte auf Wunsch Johann Albrechts jetzt die Psalmen Martin Luthers aus dem Deutschen ins Lateinische, die vom Herzog mannigfach korrigiert noch vorhanden sind. Dann aber führte er die Korrespondenz mit Preußen, dem Erzbischof von Riga und dem Könige von Polen, wegen Annahme des Herzogs Christoph als Koadjutor in Riga. Er ging auch 1554 als Geschäftsträger an den polnischen Hof nach Wilna. Zudem kümmerte er sich um die Korrespondenz wegen der Heirat Johann Albrechts mit Anna Sophia von Preußen und hielt bei dieser Vermählung zu Wismar am 24. Februar 1555 die begrüßende Anrede an die Fürstlichkeiten.
Nach dem Tod des Ritters Joachim von Maltzan (1492–1556) erhielt Mylius am 6. April 1556 den Titel eines mecklenburgischen Hofrats. Obwohl Mylius jetzt gut besoldet wurde, erhielt er für seine literarischen Arbeiten noch bedeutende Geschenke. Trotzdem beklagte er sich ständig über Geldnot, dennoch hinterließ er im Nachhinein ein gewisses Vermögen. Später machte er sich daran, für den Herzog die Lutherbibel ins Lateinische zu übertragen. Noch später übersetzte er die Achtzig Reden des Dion Chrysostomos, welche auch herausgegeben wurden. Mylius beteiligte sich auch an den Teilungsverhandlungen mit Herzog Ulrich, wurde 1569 erster Rat und sorgte dafür, dass Ulrich nach dem Tod des Herzogs Johann Albrechts die Vormundschaft über dessen Kinder erhielt.
Auch unter Ulrich blieb er in mecklenburgischen Diensten. Er war der Rat der herzoglichen Witwe und kümmerte sich um die wissenschaftliche Erziehung von Johann VIII. Als Johann 1585 an die Regierung kam, wurde er dessen Kanzler, sorgte sich 1588 um dessen Vermählung mit Sophia von Schleswig-Holstein-Gottorf und erhielt in diesem Zusammenhang den Titel eines herzoglich holsteinischen Rats.
In seinen späteren Lebensjahren schrieb er zwei wichtige Mecklenburger Geschichtswerke. Das erste ist die 1571 erschienene „Genealogia, der Hertzogen zu Mecklenburg erste Ankunft“, eine kritische, von den Fabeln des Nicolaus Marschalk gesäuberte Geschichte von Mecklenburg in deutscher Sprache, die erste der Art. Sie fiel dem etwas anrüchigen Pfarrer Caspar Calovius in die Hände, der sie 1599 in Leipzig als seine Chronica oder Erster Ankunft und Herkommen etc. mit des Marschalk Fabeln neu ausgestattet drucken ließ. Sie fand als deutsche Chronik viele Leser. Das Original hat zuerst Georg Gustav Gerdes (1709–1758) in der Sammlung Mecklenburger Urkunden herausgegeben. Das zweite große Werk des Mylius sind seine Annales. Dies ist eine Geschichte der Zeit Johann Albrechts, deren Original verloren scheint.

## Familie
Verheiratet war Mylius seit 1551 mit Margarethe († 18. März 1592 in Gädebehn), einer Tochter des Bürgermeisters von Schwerin und herzoglichen Rentmeisters Balthasar Rotermund,  deren Schwester Helena sich mit dem Astronomen und Kartographen Tilemann Stella vermählte. Seine aus der männlichen Nachfolge entstandenen Nachfahren nannten sich Milies. Von den Kindern kennt man:
- Tochter Gertrud (* Ende März 1553, get. 1. April; † 10. Februar 1583),  heiratete am 30. September 1571 den berühmten Philologen Johannes Caselius
- Tochter Anna heiratete den Offizier David Lönnies (Lanesius)
- Tochter Margarethe heiratete den Juristen Eobald Brummer in Stargard (Pommern), Bürgermeistersohn aus Rostock
- Tochter Sophie heiratete den späteren Bürgermeister in Parchim Johann Schwartz
- Tochter Elisabeth heiratete im November 1591 Johann Kreis (Creissius)
- Tochter Helena
- Sohn NN. (* 12. April 1564; † 3. April 1565)
- Sohn NN. (* 24. August 1557; † Anfang August 1561)
- Sohn Joachim (* 23. November 1571 in Schwerin)